# Australian Federation of Women Voters

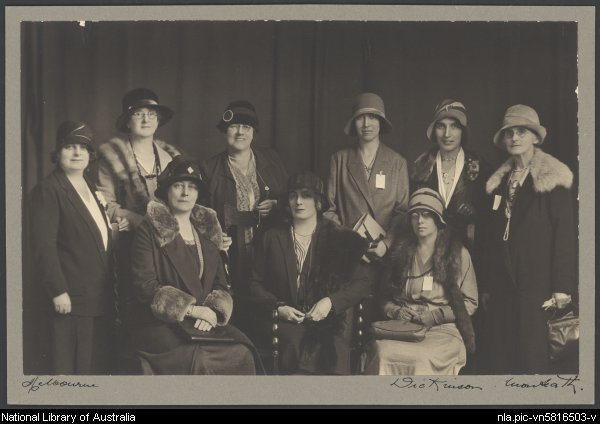
Delegates to the 3rd Triennial Inter-state Conference of the Federation, Melbourne, May 1930

Australian Federation of Women Voters (AFWV), är en australisk kvinnoförening, grundad 1921. 
Idén till AFWV togs upp på ett möte hos Woman's Christian Temperance Union 1918 och föreningen grundades formellt 1921. Syftet var att informera kvinnor om de medborgerliga rättigheter de fått genom införandet av rösträtten och hjälpa dem att utöva dem. 
AFWV uppgick i Women's Electoral Lobby 1972. 